# Сінан-паша
Сінан-паша також відомий як Сінануддін Юсуф-паша (араб. سنان باشا тур. Sinan Paşa хорв. Sinan-paša Opuković; Сараєво — 21 грудня 1553 року, Стамбул) — капудан-паша (адмірал) османського флоту на службі у султана Сулеймана Пишного, брат великого візира Рустема-паші. Брав участь у численних переможних компаніях османського флоту.

## Біографія
Ймовірно був родом з боснійської християнської родини Опуковічей, що проживали в Сараєво (на той час Босня-Сарай). Також є версія, що він міг бути хорватом з Скрадина, сербом або албанцем. У документах від 1557 і 1561 років, що стосуються Рустема-паші, їхнім з Сінан-пашею батьком значиться Абдуррахман або Абдуррахим. Вважається, що, крім Рустема, у Сінана був брат Мустафа і сестра Нефісе. Усі вони прийняли мусульманство .
У дитячому віці, разом з братом Рустемом прибув у Стамбул, де розпочав навчання в Ендеруні. У 1550 році змінив на посту адмірала османського флоту Соколлу Мехмед-пашу. Рік по тому він командував флотилією під час успішних операцій по вторгненню на Гоцо і відвоювання Триполі у іспанців та мальтійських лицарів, а в 1553 році прийшов на допомогу Франції в Середземному морі.

## Суперництво з Тургут-реїсом
В цей же час своє піднесення почав інший відомий османський адмірал — Тургут-реїс. Разом вони провели кілька успішних кампаній в Північній Африці. У 1551 році за участі Тургут-реїса було захоплено Триполі і він помітно піднявся в очах султана. Після османського завоювання Триполі відбувся інцидент, коли весь османський флот залишив Сінан-пашу на березі і пішов за Тургут-реїсом у Тірренське море, заявивши, що вони приймуть своїм командиром лише Тургута. Однак Тургут-реїс вважав це заколотом і зрадою і наказав їм повернутися, щоб взяти з собою Сінана.
Сінана вважали добрим та розумним морський стратегом, але, не настільки видатним, як Тургут реїс. Стурбований цим конфліктом, проте визнаючи перевагу таланту Тургут-реїса, султан Сулейман наказав Сінан-паші "робити все, що говорить Тургут". Однак більшість османських моряків того часу вважали, що Тургут-реїс заслуговує на чин Сінан-паші.
Незважаючи на те, що і Сулейман і інші капітани вважали Тургута більш успішним капітаном, Сінан залишався на посаді до самої смерті. Також до самої смерті Сінан залишався одним із улюблених військових керівників султана Сулеймана і його добрим другом, оскільки Сулейман з великою симпатією ставився до боснійських мусульман. 

## Смерть і спадщина
Помер 21 грудня 1553 року в своєму палаці, що розміщувався на сучасній площі Султанахмет в Стамбулі. Незважаючи на наявність двох дочок і сина, Сінан-паша заповів свої статки дружині брата і дочці султана Сулеймана Пишного Міхрімах. На момент смерті паші його власна мечеть, що будувалася за проектом знаменитого мімара (архітектора) Сінана в Бешикташі, була не завершена і Сінан-пашу поховали в мечеті Міхрімах-султан в Ускюдарі, також спроектовану і збудовану мімаром Сінаном.
Наступником Сінан-паші на посаді адмірала флота Османської імперії (капудан-паші) став Піялє-паша.

## Втілення в кінострічках
- У серіалі «Величне століття» (тур. Muhteşem Yüzyıl) роль Сінан-паші виконав Сердар Орчін.